# Okręg Awinion
Okręg Awinion (fr. Arrondissement d’Avignon) – okręg w południowo-wschodniej Francji. Populacja wynosi 270 tysięcy.

## Podział administracyjny
W skład okręgu wchodzą następujące kantony:
- Awinion-Est,
- Awinion-Nord,
- Awinion-Ouest,
- Awinion-Sud,
- Bédarrides,
- Bollène,
- Isle-sur-la-Sorgue,
- Orange-Est,
- Orange-Ouest,
- Valréas.